# Niccolò Tartaglia
Niccolò Fontana, meglio noto col soprannome di Niccolò Tartaglia a causa delle sue balbuzie (Brescia, 1499 circa – Venezia, 13 dicembre 1557), è stato un matematico italiano, cittadino della Repubblica di Venezia, ricordato per la scoperta della tabella binomiale che porta il suo nome (il triangolo di Tartaglia) e per il decisivo contributo apportato alla formulazione risolutiva delle equazioni algebriche di terzo grado.

## Biografia

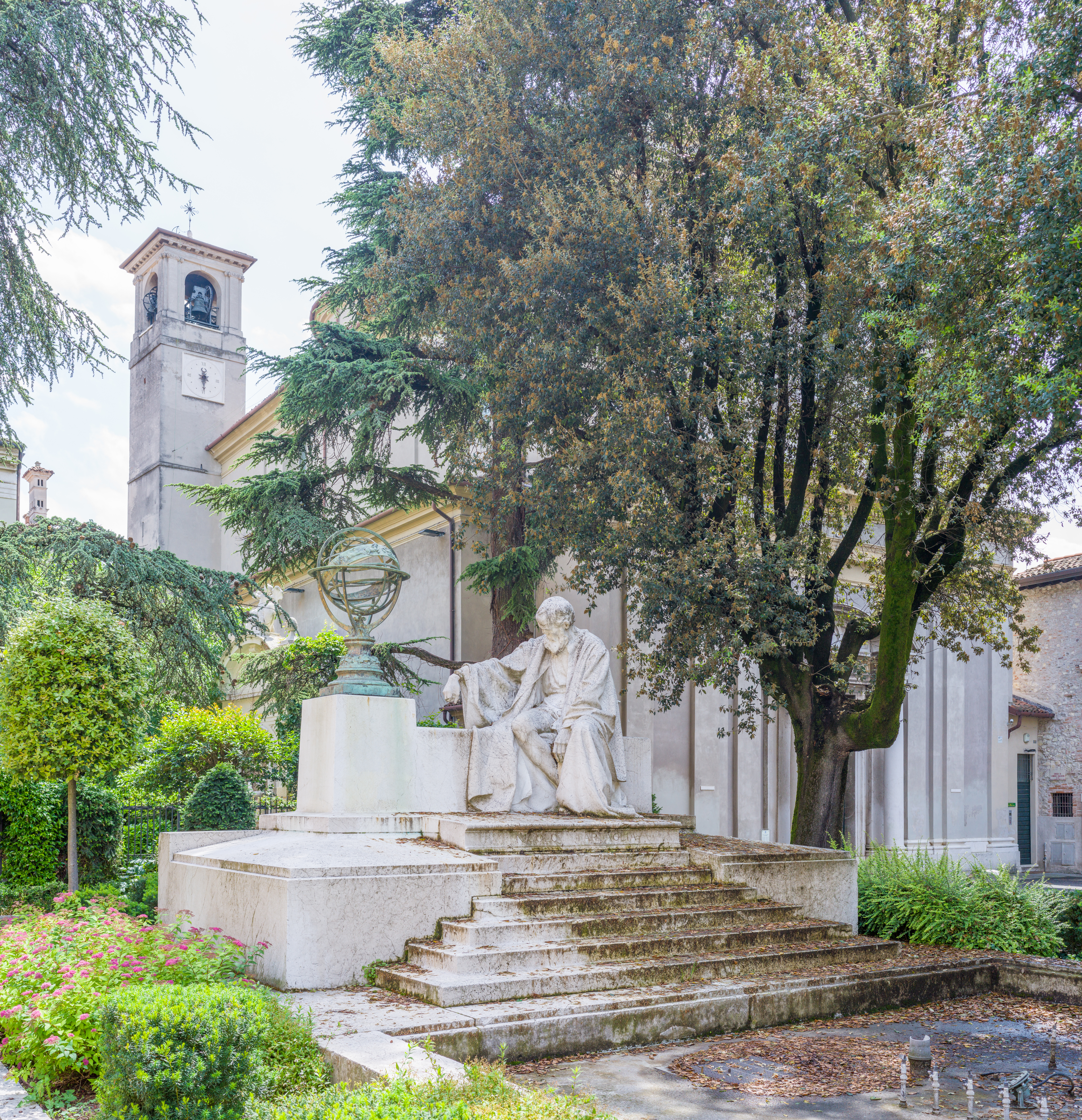
Il monumento a Tartaglia a Brescia

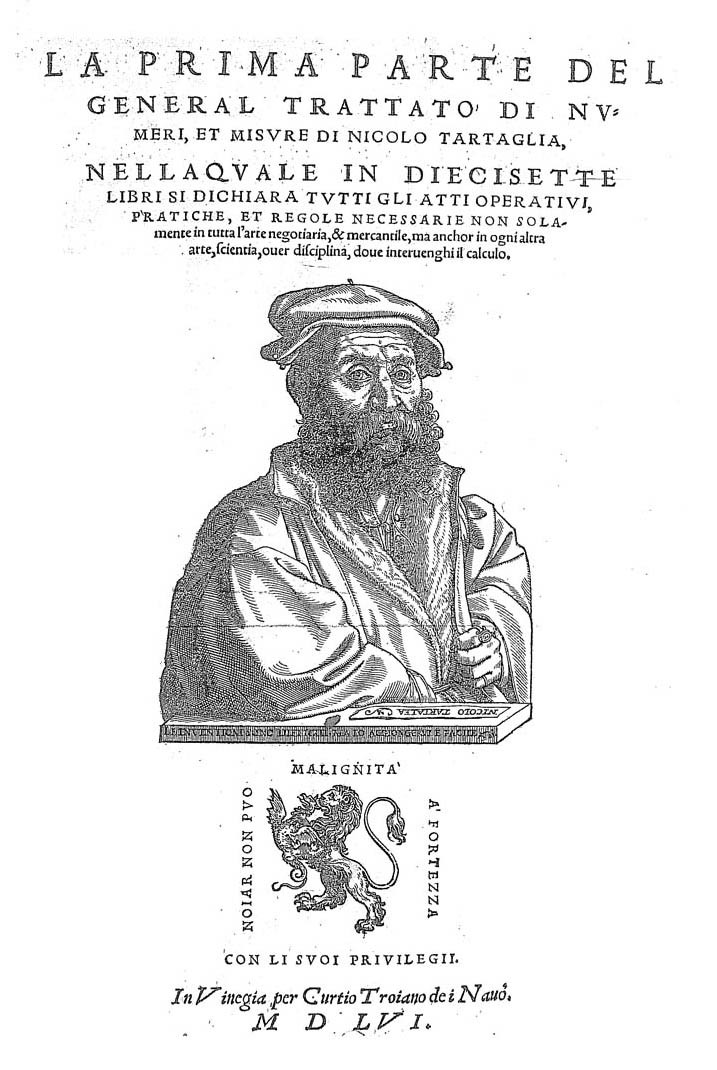
General trattato de' numeri et misure, 1556

Tartaglia nacque a Brescia, città al secolo rientrante nei cosiddetti domini di Terraferma della Repubblica di Venezia, nel 1499 in una famiglia assai povera, ma "da bene"; lui stesso racconta che a 6 anni circa rimase orfano del padre, di cui conosceva solo il nome, Micheletto. Durante il sacco di Brescia da parte dei francesi, il 19 febbraio del 1512, si rifugiò con la famiglia nel Duomo vecchio di Brescia, ma essi furono seguiti fin lì e quindi aggrediti. Niccolò subì una frattura al cranio e lesioni a mascella e palato; sopravvisse grazie alle cure della madre, che puliva le ferite con semplice acqua, non avendo denaro per comprare medicinali, ma gli rimase una evidente difficoltà ad articolare le parole. Per questo ebbe il soprannome di "Tartaglia", che accettò e lui stesso utilizzò per tutta la vita per firmare le sue opere.
A 14 anni poté finalmente pagarsi delle lezioni per imparare a scrivere. Grazie alla sua abilità in matematica, poté comunque guadagnarsi da vivere a Verona, dove fu insegnante di matematica dal 1521 e risolse l'equazione cubica o equazione di terzo grado. Tartaglia nel 1556 scrisse il General trattato di numeri et misure, opera enciclopedica di matematica elementare, dove compare il famoso "triangolo di Tartaglia", applicato a problemi di probabilità. Una delle principali fonti di quest'opera è il trattato ''Nuovo lume'' di Giovanni Sfortunati. Il triangolo era già noto prima di Tartaglia ai cinesi.
Diede anche un importante contributo alla diffusione delle opere dei matematici antichi. Sua è la prima traduzione dal latino in italiano degli Elementi di Euclide (1543).
La sua teoria sulle curve balistiche venne ripresa da Luis Collado de Lebrija nel 1586 nell'opera intitolata Platica manual de artilleria.
Morì a Venezia il 13 dicembre 1557.

## L'invenzione della formula risolutiva dell'equazione cubica

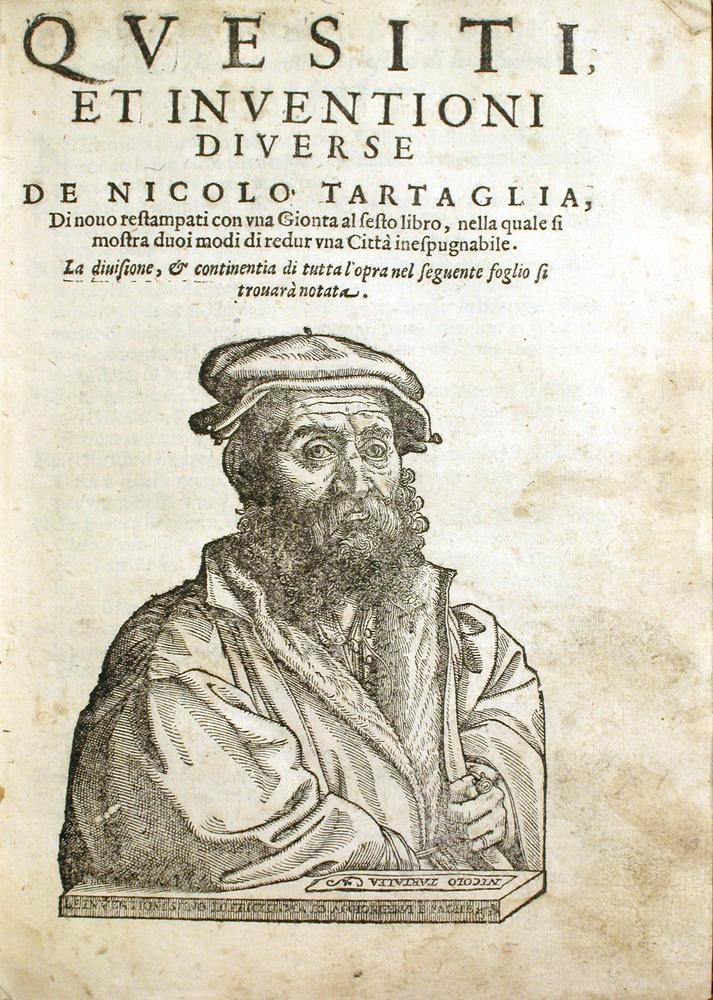
Quesiti et inventioni diverse di Niccolò Tartaglia

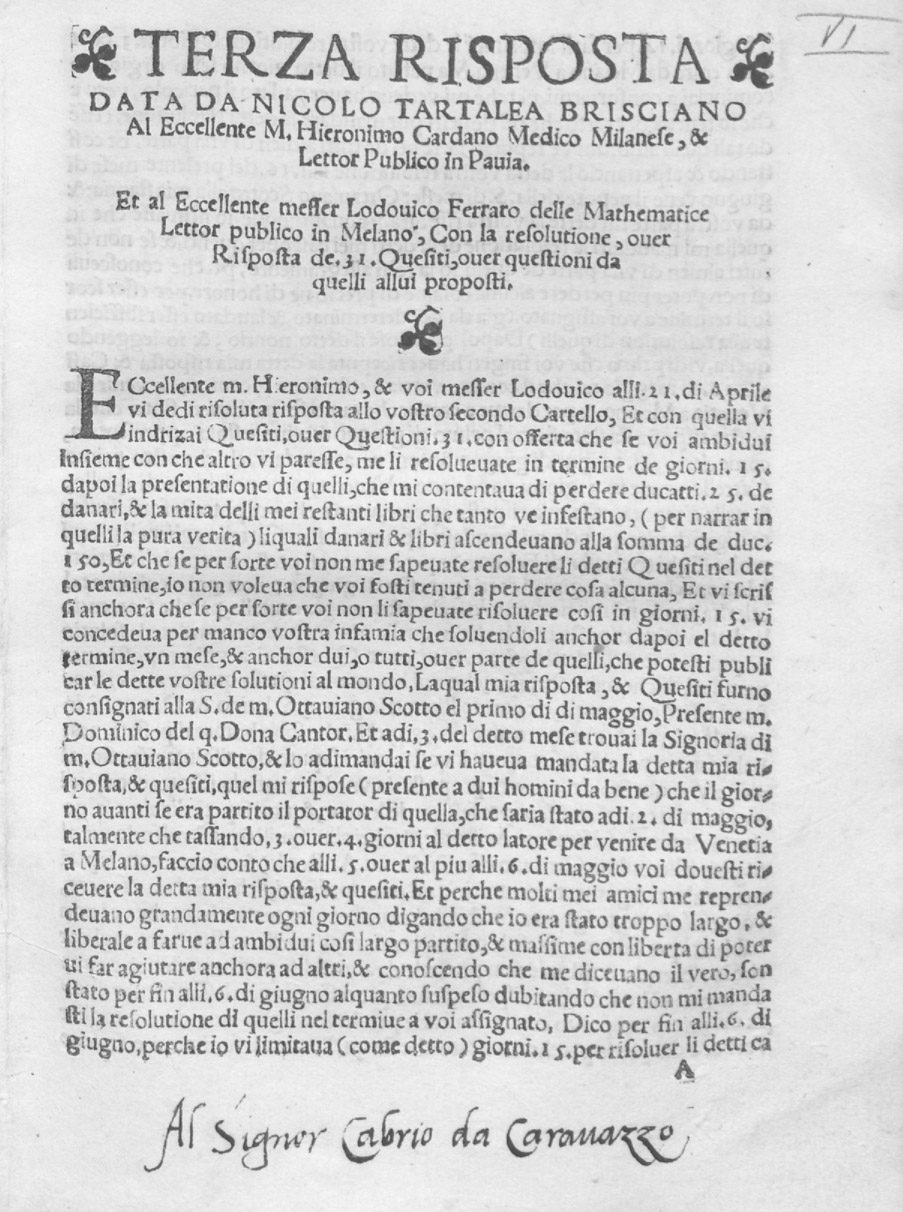
Terza risposta data a messer Hieronimo Cardano et a messer Lodovico Ferraro, 1547

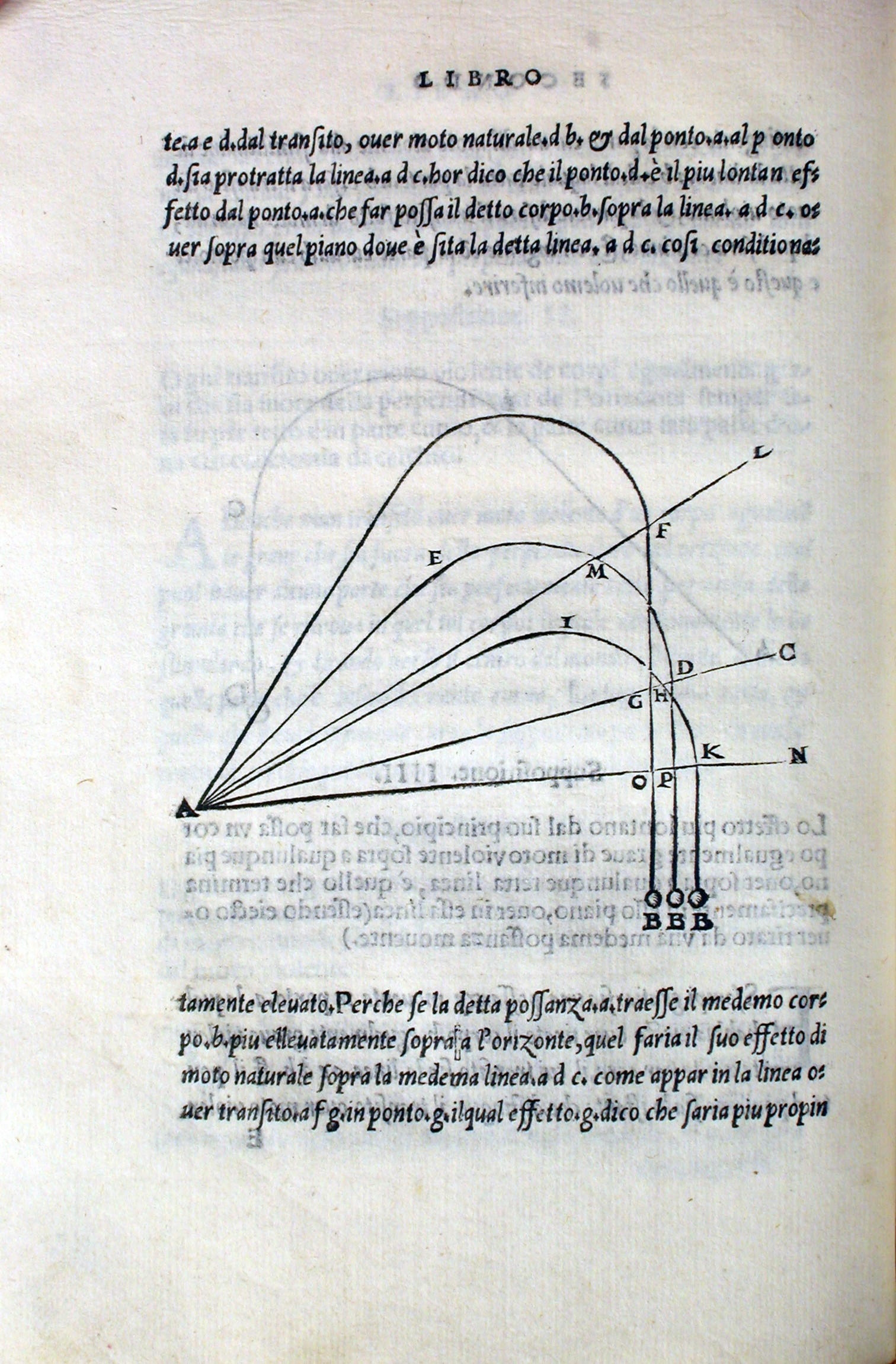
Curve balistiche di Tartaglia in una edizione del 1606

Il primo matematico che arrivò a una formula risolutiva per le equazioni di terzo grado fu Scipione del Ferro: la sua formula permetteva di risolvere equazioni cubiche del tipo {\displaystyle x^{3}+px=q} ed era generale perché tutte le cubiche sono riconducibili a questa tramite la sostituzione {\displaystyle x=z-{\frac {b}{3a}}} dove a è il coefficiente di terzo grado e b quello di secondo grado. Di fatto, a quel tempo i numeri negativi, i numeri immaginari non erano ancora stati inventati, e neanche il piano cartesiano; infine anche la relazione fra il numero di radici e il grado della equazione non era stata ancora dimostrata.
In più, era prassi a quel tempo che i matematici custodissero gelosamente le proprie scoperte, oppure le rendessero note solo a una stretta cerchia di amici o discepoli; altre volte, enunciato un principio, omettevano di pubblicare parte o tutta la dimostrazione. Fu così che Dal Ferro non pubblicò la formula risolutiva, ma la lasciò ad un suo allievo fidato ma non molto geniale, Antonio Maria del Fiore, che dopo anni cominciò a vantarsi della propria capacità di risolvere le equazioni cubiche. Questo stimolò il Tartaglia che, in maniera indipendente, riscoprì la formula di Dal Ferro e, nel febbraio del 1535, accettò un cartello di matematica disfida dello stesso Fiore.
La disfida era un evento pubblico in cui ciascuno degli sfidanti sottoponeva all'altro problemi di vario tipo, depositandoli da un notaio e distribuendoli ai testimoni; il vincitore veniva deciso da giudici scelti di comune accordo. In questo caso particolare, Tartaglia risolse tutti i problemi posti da Fiore in due ore, mentre questi non ne risolse alcuno fra quelli posti da Tartaglia; la disfida si concluse dunque con un pieno successo di Tartaglia.
L'evento ebbe larga risonanza, e Niccolò Tartaglia fu oggetto di attenzioni da parte di Gerolamo Cardano, che nel marzo del 1539 lo invitò a Milano, dove era introdotto abbastanza bene, e si fece confidare la famosa formula, dietro la promessa che non ne avrebbe parlato ad alcuno. Probabilmente Tartaglia si era mosso da Venezia con la speranza di ottenere una qualche introduzione nel mondo accademico milanese, che invece non arrivò.
Cardano, con l'aiuto del suo allievo Ludovico Ferrari, approfondì le formule dell'equazione cubica e la migliorò, trovandone una anche per il caso generale. Il Tartaglia non si decideva a pubblicare i suoi risultati; e qualche anno dopo il Cardano, con l'aiuto di Fiore, scoprì da alcune carte che erano in possesso del genero di Dal Ferro che la formula era stata inventata anche da quest'ultimo. Pertanto si ritenne libero dalla promessa fatta al Tartaglia e si decise a comprendere i suoi risultati nella Ars Magna che pubblicò nel 1545, ben sapendo che avrebbe così suscitato le ire di Tartaglia, così come di fatto avvenne.
Nel 1546 infatti Tartaglia pubblicò la sua opera Quesiti et Inventioni diverse dove, con parole offensive verso Cardano, denunciava la violazione del giuramento fattogli; il Ferrari, in difesa del suo amico e professore, lanciò il primo cartello di disfida contro Tartaglia, seguito da altri cinque nel giro di due anni. Tartaglia, per le sue difficoltà di parola, intendeva disputare per iscritto, Ferrari invece insisteva per uno scontro verbale e per tenere la disputa a Milano, dove lui poteva contare su amicizie e conoscenze. L'ultimo scontro si concluse il 10 agosto 1548; a Tartaglia non fu permesso di esporre le proprie ragioni e per questo motivo il giorno seguente ritornò a Brescia, dove si era trasferito da poco.
Gli scontri non ebbero esito positivo per Tartaglia, che perse anche il lavoro a Brescia, ebbe difficoltà finanziarie e dovette far ritorno poco dopo a Venezia. Comunque i posteri hanno riconosciuto a Cardano parte della paternità dell'invenzione (fonte? lui aveva pubblicato, non scoperto) della formula risolutiva dell'equazione cubica, chiamandola formula di Cardano-Tartaglia.

## Opere
- La Nova Scientia, Venezia, 1537. Trattazione matematica del moto dei proiettili.
- L'Euclide Megarese, Venezia, 1543. Traduzione degli Elementi di Euclide, dedicata a Gabriele Tadino.
- Opera Archimedis, 1543.
- Quesiti et inventioni diverse, Venezia, 1546. Dialogo con interlocutori principali Francesco Maria della Rovere, Gabriele Tadino e Francesco Feliciano e argomenti diversi: aritmetica, geometria, algebra, statica, topografia, artiglieria, fortificazioni, tattica.
- Le risposte a Ludovico Ferrari, 1547-1548.
- La travagliata Inventione, 1551.
- General trattato de' numeri et misure, Venezia, 1556-1560, in 17 libri, 6 volumi:
  -  General trattato de' numeri et misure, vol. 1, In Vinegia, Curzio Troiano Navò, 1556.
  -  General trattato de' numeri et misure, vol. 2, In Vinegia, Curzio Troiano Navò, 1556.
  -  General trattato de' numeri et misure, vol. 3, In Venetia, Curzio Troiano Navò, 1560.
  -  General trattato de' numeri et misure, vol. 4, In Venetia, Curzio Troiano Navò, 1560.
  -  General trattato de' numeri et misure, vol. 5, In Venetia, Curzio Troiano Navò, 1560.
  -  General trattato de' numeri et misure, vol. 6, In Venetia, Curzio Troiano Navò, 1560.
- De insidentibus aquæ e De ponderositate, 1565. Pubblicazione postuma.